# Операція «Порятунок союзників»
Операція «Порятунок союзників» — це військова операція Сполучених штатів, спрямована на перевезення певних цивільних афганців, які перебувають у зоні ризику, зокрема перекладачів, співробітників посольства США та інших потенційних заявників на отримання спеціальної імміграційної візи (SIV) з Афганістану

## Оприлюднення та початок операції
14 липня президент США Джордж Байден оприлюднив назву операції «Порятунок союзників». За вказівкою президента Сполучені Штати розпочали операцію « Порятунок союзників» для підтримки рейсів для переміщення громадян Афганістану та їхніх сімей, які мають право на отримання американських спеціальних імміграційних віз. Рейси для тих, хто вже подав заявку на SIV, розпочались в останній тиждень липня.
Тимчасово повірений у справах США Росс Вільсон заявив: «Посольство США координуватиме свою діяльність з Державним департаментом для підтримки операції „Порятунок союзників“. Ці операції з переселення дозволяють Сполучним Штатам виконати свої зобов'язання перед тими, хто служив нашій країні з великим особистим ризиком. Вони спираються на успішне прискорення обробки SIV, оскільки співбесіди для отримання візи відновилися після припинення дії COVID-19 у 2021 році»

## Президент Байден щодо операції
Сполучені Штати продовжували рішуче підтримувати народ Афганістану та його інституції шляхом надання допомоги в безпеці Афганським національним силам оборони та безпеки, розвитку та гуманітарної допомоги, а також дипломатії від імені миру та стабільності тут і в регіоні. Як чітко заявив президент Байден, «ми залишаємося впевненими, що збройні сили Афганістану мають спроможність захистити країну. Її майбутнє зрештою доведеться вирішувати за столом переговорів. Наша участь також спрямована на те, щоб Афганістан не використовувався як безпечний притулок для терористичних атак на Сполучені Штати та їх союзників; сприяти економічному зростанню та самозабезпеченню; зберегти досягнення в галузі освіти, охорони здоров'я верховенства права; розширення можливостей та захиств прав жінок, дівчат і меншин; зміцнити громадянське суспільство Афганістану; і відповідати на гуманітарні потреби»

## Друга частина операції (Союзники, ласкаво просимо)
29 серпня 2021 року президент Байден доручив Департаменту внутрішньої безпеки(DHS) керувати та координувати поточні зусилля федерального уряду для підтримки афганців, у тому числі тих, хто працював разом з США в Афганістані протягом останніх двох десятиліть. За вказівкою президента, міністр внутрішньої безпеки працював з представниками з усього уряду, щоб координувати і забезпечити єдність зусиль. Департамент внутрішньої безпеки підпорядковується безпосередньо міністру внутрішньої безпеки та координує виконання широкого спектру послуг, включаючи первинну обробку, тестування на COVID-19, ізоляцію COVID-позитивних осіб, вакцинацію, додаткові медичні послуги, також перевірку та підтримку осіб, які не є ні громадянами США, ні законними постійними жителями. Ця підтримка включає первинну обробку на попередньо визначених військових базах США перед з'єднанням з неурядовими організаціями для переселення в громади. Робота Об'єднаної координаційної групи здійснюється у тісній спріврпці з партнерами в державних та місцевих органах влади, неурядових організаціях та приватному секторі.

## Офіційна розбивка всіх евакуйованих
З приблизно 124 000, які були евакуйовані, переважна більшість — 75,80 — перебували у групі ризику. І з них деяка значна кількість була ті, що мають SIV, або ті які подали заявку на неї.